# Mer panik i tomteverkstan
Mer panik i tomteverkstan är en TV-serie från 2021, regisserad av Fredde Granberg och Thomas Claesson som även har skrivit manus tillsammans med Mikael Ressem. Serien är en uppföljare till Panik i tomteverkstan som var julkalendern i Sveriges Television 2019.
Serien hade premiär på SVT Play den 1 oktober 2021 och på SVT1 den 2 oktober 2021, utgiven av Sveriges Television.

## Handling
Tomten har blivit dumpad av Tomtemor som har flyttat till den riktiga världen. Han lider av desperation och kämpar med sina tomtesysslor, och livet som ensampappa på halvtid. Men allt får en vändning då Skogsrået dyker upp i byn. Tomten blir snabbt förälskad i henne och de börjar dejta.

## Rollista (i urval)
| - Per Andersson – Jultomten Julius - Elis Nyström – Julle - Elisabeth Drejenstam Papadogeorgou – Julina - Alida Morberg – Skogsrået - Leif Andrée – Snögubben - Fredrik Wagner – Hipster-Nisse - Marko ”Markoolio” Lehtosalo – Meckar-Nisse (slädmekaniker) - Pontus Olgrim – Jägarens kompis - Peter Dalle – Tom. T | - Veronica Carlsten – Rim-Nisse - Rolf Skoglund – Ur-Tomten Sankt Nikolaus, ordförande i tomterådet - Christina Schollin – Tomtemormor - Lasse Åberg – Medlem i tomterådet - Hans Mosesson – Medlem i tomterådet - Katarina Ewerlöf – Medlem i tomterådet - Ulla Skoog – Medlem i tomterådet - Johan Rabaeus – Medlem i tomterådet |